# Dragiša Cvetković

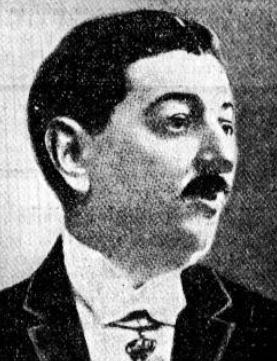
Dragiša Cvetković

Dragiša Cvetković (serbisch-kyrillisch Драгиша Цветковић; 15. Januar 1893 in Niš – 18. Februar 1969 in Paris) war ein jugoslawischer Politiker.
Er war Premierminister des Königreichs Jugoslawien von 1939 bis 1941. Er betrieb die Föderalisierung Jugoslawiens durch die Errichtung der Banovina Hrvatska (Banschaft Kroatien) durch eine Vereinbarung  mit dem kroatischen Politiker Vladko Maček. Er verließ Serbien am 4. September 1944 nach Bulgarien, von wo aus er später in die Türkei weiterzog. Den Rest seines Lebens verbrachte er in Paris.
Am 25. September 2009 rehabilitierte ihn das Regionalgericht von Cvetkovićs Heimatstadt Niš von den Vorwürfen der jugoslawischen Regierung von 1945.